# Coelorinchus sheni
Coelorinchus sheni és una espècie de peix de la família dels macrúrids i de l'ordre dels gadiformes.

## Morfologia
- Els mascles poden assolir 93,7 cm de llargària total i les femelles 42.[5][6]

## Alimentació
Menja peixos i invertebrats.

## Hàbitat
És un peix d'aigües profundes que viu entre 400-650 m de fondària.

## Distribució geogràfica
Es troba a Taiwan.